# Echinopsyllus brasiliensis
Echinopsyllus brasiliensis is een eenoogkreeftjessoort uit de familie van de Ancorabolidae. De wetenschappelijke naam van de soort is voor het eerst geldig gepubliceerd in 2009 door Wandeness, George & Santos.